# Les Voyageurs du temps
Pour les articles homonymes, voir Les Voyageurs du temps (homonymie).
Les Voyageurs du temps : La Menace est un jeu vidéo développé et édité par Delphine Software, sorti en 1989 sur les ordinateurs 16 bits Amiga et Atari ST, et l'année suivante sur PC. Conçu par Paul Cuisset, il est, avec les jeux édités par LucasArts, l'un des premiers jeux d'aventure en pointer et cliquer, c'est-à-dire se jouant uniquement à la souris. Le jeu embarque le joueur dans une histoire originale et prenante, dotée de graphismes somptueux pour l'époque, réalisés par Éric Chahi,, futur auteur d'Another World.

## Scénario
Le joueur commence comme laveur de vitres à l'extérieur d'un gratte-ciel sur une plate-forme d'ascenseur électrique, lorsque « Ed le patron » ouvre une fenêtre et lui crie dessus, ce qui lui fait renverser son seau de nettoyage. Après avoir rempli son seau, le joueur peut entrer dans le bâtiment par la fenêtre ouverte et, après avoir examiné une carte sur laquelle il manque une épingle à drapeau, il découvre un passage secret menant à une pièce cachée contenant d'étranges machines. Là, il obtient des documents dans une langue étrangère qu'il garde dans son inventaire.
L'une des machines transporte le joueur en 1304, où il sauve une demoiselle en détresse d'un monastère local. Il apprend qu'il s'agit de Lo'Ann, une voyageuse temporelle venue avec son père Lear pour déjouer un complot extraterrestre visant à poser une bombe à retardement, et il les aide dans leur mission contre les Crughons. Cependant, en apprenant des choses qu'il ne devrait pas, il doit être emmené au Conseil Suprême du futur afin que son destin soit décidé.
Le joueur est alors transporté au 44ème siècle pour rencontrer le conseil lors d'une attaque des Crughons. Après une petite mésaventure et après avoir dû se frayer un chemin dans la ville ravagée de Paris II, le joueur finit par monter à bord d'une navette qui doit l'emmener dans la ville du Conseil, avant d'être kidnappé par les Crughons. Il est sauvé par les forces terriennes mais est ensuite accusé d'être un espion crughon car il porte toujours sur lui les documents crughons. Il n'est sauvé de l'exécution que par Lo'Ann qui se porte garante de lui auprès du Conseil.
Le Conseil explique ensuite l'histoire au joueur : Les humains avaient abandonné la Terre et vivaient dans des colonies lorsque la guerre avec les Crughons a commencé il y a un siècle. La guerre les a poussés à réhabiliter la Terre abandonnée. Ils ont construit un système de « bouclier énergétique spatio-temporel » appelé S.D.I. « en mémoire du passé » qui empêche les Crughons d'attaquer la Terre et de se téléporter à travers le bouclier. Cependant, les Crughons ont réussi à visiter la Terre à différentes époques du passé et à poser trois bombes temporelles à l'emplacement des trois futurs générateurs S.D.I. Une fois activées, les bombes ne peuvent plus être téléportées à travers le bouclier. Une fois activées, les bombes ne peuvent être désactivées et les seules options sont soit d'empêcher les Crughons de les poser, soit de les faire exploser prématurément. Pour l'instant, Lo'Ann a réussi à désamorcer l'une d'entre elles avec l'aide du joueur au Moyen-Âge, mais celle de l'époque du joueur a explosé, permettant aux Crughons d'attaquer. Grâce aux documents que le joueur transportait, le Conseil détermine que la troisième bombe a été posée au Crétacé.
Le joueur et Lo'Ann s'y rendent alors pour déjouer la tentative de Crughon. Après une séquence d'arcade et la blessure de Lo'Ann, le joueur monte à bord de leur vaisseau spatial et se rend à leur quartier général pour faire exploser la bombe prématurément. Le jeu se termine lorsqu'après avoir réussi à faire exploser la bombe bien avant que les hominidés n'évoluent (et en fournissant une explication alternative à l'événement d'extinction Crétacé-Paléogène), le joueur retourne au 44ème siècle pour mener d'autres batailles contre les Crughons...

## Système de jeu
Les Voyageurs du temps est un jeu d'aventure graphique qui utilise les principes du genre. Le personnage se contrôle à la souris, et peut exécuter un nombre limité d'actions via un menu contextuel : bouger, examiner un objet et l'utiliser. Les énigmes ne sont pas simples à résoudre, et il faut s'y reprendre à plusieurs fois pour exécuter les bonnes actions dans le temps imparti (le loup gardant le monastère, ou le compte à rebours de la scène finale en sont de bons exemples). L'histoire est linéaire, il n'est pas possible de dévier de la trame, et il n'y a pas de quêtes annexes. 
Il est impossible de revenir en arrière, ce qui peut aboutir à des impasses si l'on a oublié de prendre certains objets dans les époques précédentes. La taille de certains objets à récupérer (2 voire 1 pixel, comme le fameux petit drapeau rouge) rend cette recherche d'autant plus difficile. Contrairement à d'autres jeux d'aventures, la sanction d'une erreur est bien souvent la mort pure et simple du personnage. Il est donc impératif de penser à sauvegarder régulièrement.

## Mise en scène
Les Voyageurs du temps est le premier jeu « Cinématique » de Delphine Software.
À travers ce concept, l'ambition de l'éditeur est de créer une expérience de jeu la plus proche possible du cinéma, en y ajoutant la dimension de l'interactivité. Avec des graphismes et une animation salués, Les Voyageurs du temps se veut un mètre étalon du genre à l'époque, comme en témoigne sa séquence d'ouverture : un vaisseau spatial géant (semblable à celui de Rencontres du troisième type) atterrit dans une clairière tout en décimant à coups de lasers un groupe de soldats en tenues futuristes. À la manière d'un générique de cinéma, le titre du jeu, puis les noms des auteurs apparaissent à l'écran de façon dynamique. Cette introduction « coup de poing » laisse place au premier écran du jeu : une façade de building dans laquelle se réfléchissent, de façon réaliste, les constructions environnantes. Le joueur y fait connaissance avec le héros du jeu, aux prises avec un patron colérique. Ce type de saynète animée, qui se déclenche aux moments clés de l'aventure, préfigure les scènes cinématiques à grand spectacle des jeux actuels (Final Fantasy, Metal Gear Solid...). Le principe, inauguré par Jordan Mechner dans son Prince of Persia quelque temps auparavant, passe ici à la vitesse supérieure. À l'instar des jeux LucasArts contemporains, Les Voyageurs du Temps propose par ce procédé une richesse narrative et une immersion inédites, renforcées par des bruitages réalistes et des compositions musicales soignées.

## Équipe de développement
- Game design : Paul Cuisset[4]
- Programmation : Paul Cuisset[4],[6]
- Version PC : Daniel Morais
- Graphismes : Éric Chahi[5]
- Composition musique : Jean Baudlot[5]
- Effets sonores : Antoine O'Heix et Marc Minier

## Musique
Les musiques, composées et arrangées par Jean Baudlot, ont été regroupées sur un CD bonus, distribué avec certaines versions du jeu.
1. Time Travellers
2. Alien's Rock
3. Future Sound
4. Rock'n Rocket
5. Sweet Sensation
6. The Cold Ice
7. Metaphysical Choirs
8. Heart Of The Country
9. Bad Travel
10. Nasty Story
11. Blue Spinning Wheel

## Réception
- Tilt d'Or Canal+ 89, catégorie Jeu d'aventure en français[9]
- Gen d'Or[8]